# Cuanza Sul
Cuanza Sul is een provincie aan de noordwestkust van Angola. De provincie ontleende haar naam van de Cuanza-rivier toen ze afgesplitst werd van de provincie Benguela. Cuanza Sul ligt aan de zuidelijke oever van de rivier. De provincie Cuanza Norte ligt aan de noordkant. De provinciehoofdstad is Sumbe.

## Gemeenten
- Porto Amboim
- Sumbe
- Seles
- Conda
- Amboim
- Quilenda

- Libolo
- Mussende
- Quibala
- Waku-Kungo
- Cassongue
- Ebo

## Economie
Onder de landbouwgewassen die in Cuanza Sul verbouwd worden zijn katoen, sisal, koffie, bananen, ananas, maïs, rijst, grondnoten, aardappelen, citrusvruchten, bonen, sesam, zonnebloemen, guave, papaja, cassave, mango, passievruchten, palmolie, massambala, wonderolie, sojabonen, tabak, eucalyptus en pinus.
In de ondergrond worden kwarts, kyaniet, mica, asfalt, kalksteen en koper.
Bouwmaterialen, textiel, lederwaren en schoenen en visserij zijn belangrijke handelssectoren.